# Église Saint-Jean-Baptiste de Nõmme
L'église Saint-Jean-Baptiste de Nõmme (estonien : Tallinna Nõmme Ristija Johannese kirik) est une église orthodoxe de l'arrondissement de Nõmme à Tallinn en Estonie,.

## Description
L'édifice est situé au coin de la rue Tähe tänav et de la rue Raudtee tänav.
L'église en bois concue par l'architecte Aleksander Vladovski utilise des éléments Art nouveau.
La nef a un plan carré, le chœur est plus petit que la nef, il est fermé sur trois côtés, avec deux sacristies latérales. Au-dessus du vestibule se trouve une tourelle avec un dôme. Au-dessus de la nef se trouve un toit en tente avec une tour ronde surmontée d'un dôme. Au-dessus du presbytère se trouve une tourelle avec une coupole.
L'iconostase de l'église provient de l'Église Saint-Georges de Paldiski, fermée en 1939, et ses façades ouest et nord sont décorées de fresques.
L'église est utilisée par la congrégation Saint-Jean-Baptiste de Nõmme de l'église orthodoxe d'Estonie.

## Histoire
L'église a été construite en 1922-1923 sur un terrain offert à la congrégation par la Famille von Glehn. L'architecte de l'église était Alexandre Vladovski, l'ingénieur Aleksei Golubkov a apporté des modifications au projet. L'église a été construite avec l'argent reçu grâce à des dons et à des événements caritatifs, et n'a pu être achevée comme prévu en raison d'un manque de fonds, il n'y avait pas assez d'argent pour les fresques et les vitraux à cette époque.
L'église a été consacrée le 21 octobre 1923 par Aleksander Paulus, métropolite de l'Église apostolique-orthodoxe estonienne.
Durant l’èpoque soviétique, l’église a été incendiée à deux reprises : la première fois en 1970, la deuxième fois en 1972.
Dans les années 1960-1990, le futur métropolite Cornelius Jakobs du Église orthodoxe estonienne du Patriarcat de Moscou a servi comme prêtre dans l'église.
En 2003-2004, l'église a été restaurée dans le cadre du projet de renaissance de l'église de Tallinn. Les fresques et vitraux qui figuraient dans le projet original ont été ajoutés. Les vitraux ont été créés par le maître Andrei Lobanov.

## Galerie

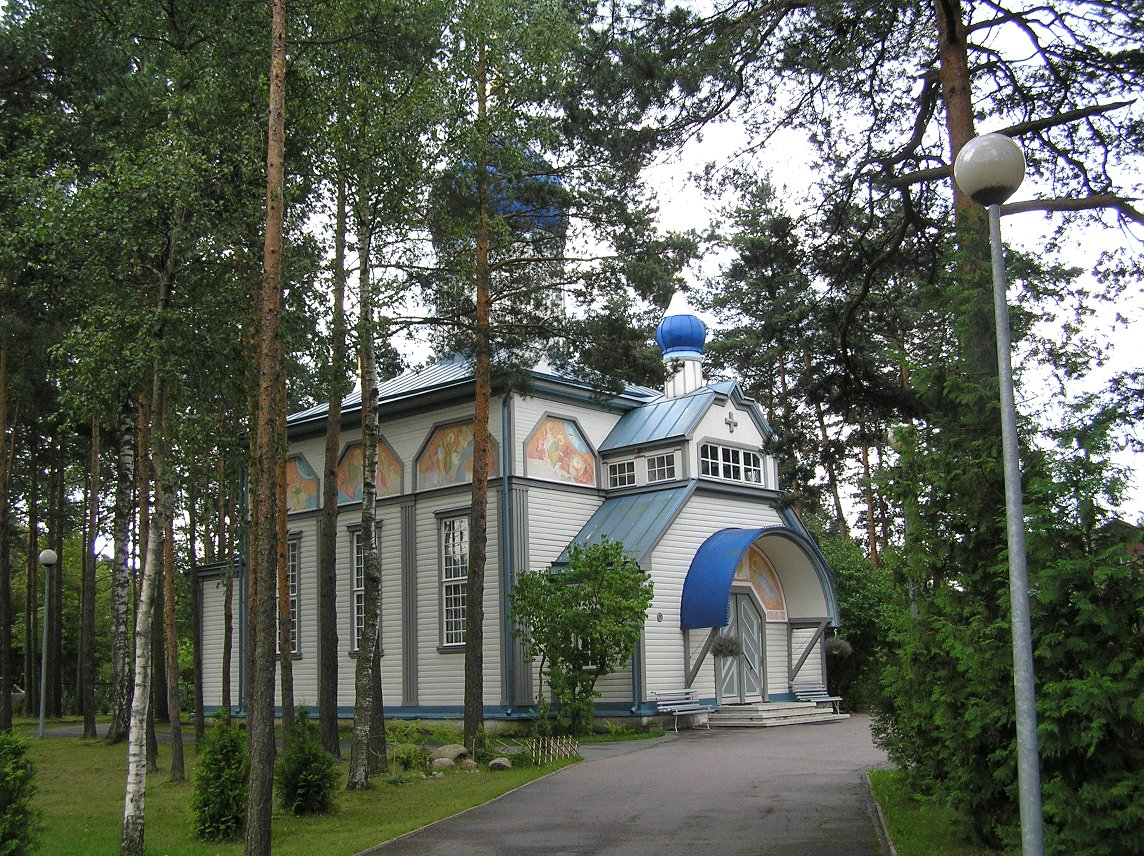
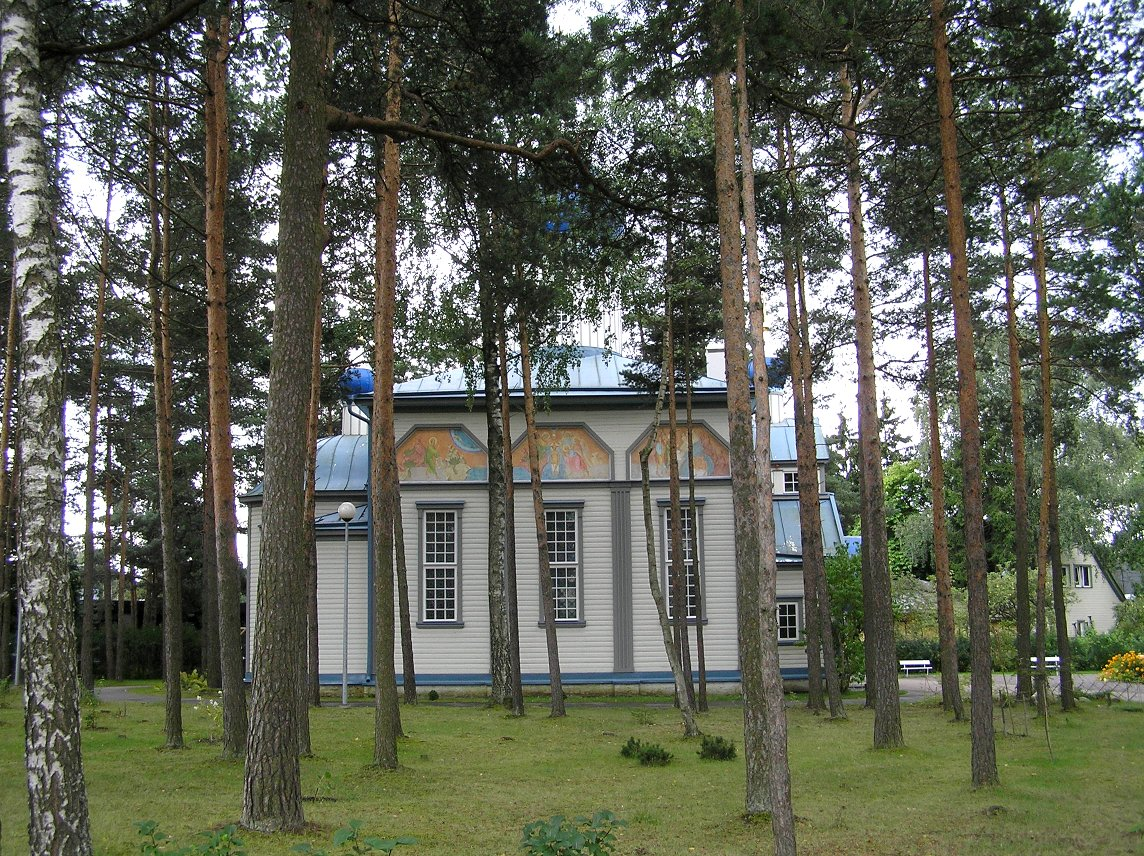